# Theo Molkenboer

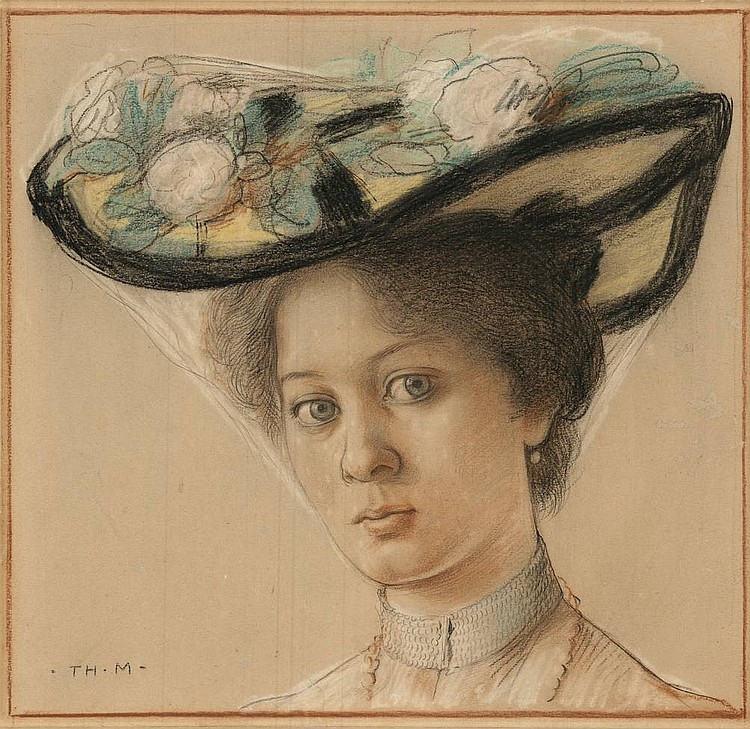
Porträt einer jungen Frau

Theodorus Henricus Antonius Adolf Molkenboer (* 23. Februar 1871 in Leeuwarden; † 1. Dezember 1920 in Lugano) war ein niederländischer Porträtmaler, Lithograf und Radierer.
Theo Molkenboer war von 1889 bis 1891 Schüler der Rijksnormaalschool voor Teekenonderwijzers (Staatliche Schule für Zeichenlehrer), 1891 arbeitete er eine Zeitlang als Bauzeichner im Büro des Architekten Pierre Cuypers, studierte von 1891 bis 1892 an der Rijksakademie van beeldende kunsten in Amsterdam bei August Allebé, war auch Schüler von Antoon Derkinderen und Gerrit Willem Dijsselhof.
Molkenboer war von 1901 bis 1904 als Künstlerischer Leiter der Töpferei Holland in Utrecht tätig, zog dann nach Haarlem. Den Zeitraum von 1905 bis 1906 verbrachte er in den Vereinigten Staaten, kehrte dann nach Amsterdam zurück.
Neben der Malerei war er auch als Architekt, Bildhauer und Schriftsteller tätig und erhielt 1898 den Willink-van-Collen-Preis.
Molkenboer unterrichtete David Abraham Bueno de Mesquita, Dimmen Gestel, Catharina Huizinga, Gerard Kerkhoff, Lodewijk Bernard van Nierop, Louis Raemaekers.